# 루이장
안데르송 루이스 다 시우바(Ânderson Luís da Silva, 1981년 2월 13일 상파울루 암파루 ~ ) 또는 루이장(Luisão)은 브라질의 전 축구 선수로, 포지션은 중앙 수비수이다.

## 활동

### 클럽 활동
1999년 CA 주벤투스에서 데뷔했으며 2000년 크루제이루로 이적하였다. 그 후 2003년 SL 벤피카로 이적하였으며 벤피카의 2003–04 타사 데 포르투갈 우승과 2005-06 UEFA 챔피언스리그 8강 진출을 이끌었다.

### 국가대표 활동
2001년 7월에 브라질 국가대표 선수로 발탁되었다. 2004년 코파 아메리카에서 브라질이 파라과이와의 조별 예선 경기에서 1-2로 패한 이후 대표팀의 주장을 맡기도 했으며 아르헨티나와의 결승전에서 대표팀 첫 골을 기록, 브라질을 우승으로 이끌었다.
2005년 FIFA 컨페더레이션스컵과 2006년 FIFA 월드컵 대표팀의 일원으로 선정되기도 하였지만, 단 한 경기도 출전하지 못했다. 하지만 둥가가 대표팀 감독을 맡은 이후 2009년 FIFA 컨페더레이션스컵 대표팀의 일원으로 뽑혔으며 루시우와 함께 브라질을 우승으로 이끌었다. 2010년 FIFA 월드컵 대표팀의 일원으로 선정되었지만, 단 한 경기도 출전하지 못했다.